# 2012-es cannes-i fesztivál

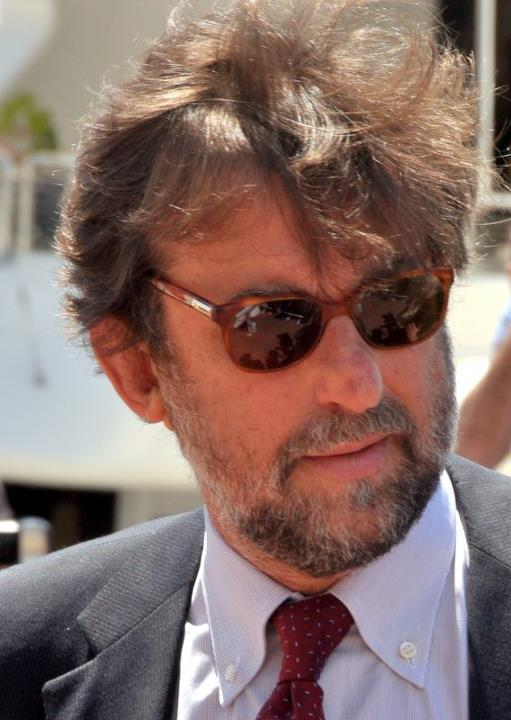
Nanni Moretti, a 65. cannes-i fesztivál elnöke

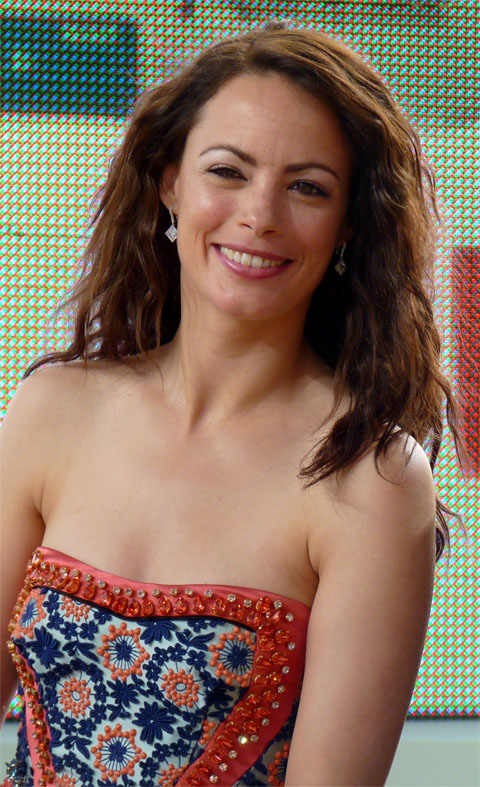
Bérénice Bejo, a nyitó- és díjátadó gálák háziasszonya

A 65. cannes-i fesztivált 2012. május 16. és 27. között rendezték meg, Nanni Moretti olasz színész-rendező elnökletével. A nyitó- és záróeseményének ceremóniamestere Bérénice Bejo francia színésznő volt.
A hivatalos versenyprogramban 22 nagyjátékfilm és 10 rövidfilm szerepelt; az Un certain regard szekcióban 20, a Cinéfondation keretében 15, míg versenyen kívül 5 alkotást, valamint különféle tematikus vetítésekbe szervezve további 34 filmet vetítettek. A párhuzamos rendezvények Kritikusok Hete szekciójában 7 nagyjátékfilmet, 10 rövid- és közepes hosszúságú filmet, valamint különleges előadások keretében további 3 alkotást mutattak be; a Rendezők Kéthete szekcióban pedig 21 nagyjátékfilm, valamint 10 alternatív és fikciós kisfilm vetítésére került sor. A hivatalos válogatásban vetített filmek alkotóinak kétharmada első-, vagy másodfilmes rendező; ez az arány a versenyfilmek szekciójában még magasabb volt. A hivatalos válogatásban tizennégy, a Kritikusok Hete keretében három, míg a Rendezők Kéthete rendezvényen hat rendező mérettette meg magát az Arany Kameráért.

## A 2012-es fesztivál
A fesztivál hivatalos válogatásának listáját 2012. április 19-én, a párhuzamos szekciókét öt, illetve hat nappal később hozták nyilvánosságra. A hivatalos válogatás körül kisebb vita kerekedett. A francia La Barbe feminista csoport néhány színész és rendező tagja vitát provokált a Le Monde hasábjain, elmarasztalva a fesztivál vezetését, mert csak férfi rendezők alkotásait hívták meg a versenybe. A harcias felvetésre másnap Thierry Frémaux, a fesztivál főmegbízottja reagált a L’Express hetilapban; elhárította a szexizmus vádját, egyben elutasította a szakmai érdem nélküli, csupán kvóta lapján történő szelekcióra tett javaslatot.
A rendezvénysorozat nyitófilmje Wes Anderson Holdfény királyság című filmdrámája volt, melynek főbb szerepeit Bruce Willis, Edward Norton, Bill Murray, Tilda Swinton és Harvey Keitel játsszák. A fesztiválzáró film a 2012. április 4-én elhunyt Claude Miller "posztumusz" alkotása, a François Mauriac regényéből készült Tékozló szív, Audrey Tautou-val a címszerepben. Az utolsó pillanatban elkészült film meghívásával tisztelegtek a kiváló francia művész előtt.
A versenyfilmek közül a legsikeresebbnek az osztrák Michael Haneke Szerelem című filmdrámája bizonyult, a zsűri Arany Pálmával jutalmazta. Nagydíjas lett a Reality, az olasz Matteo Garrone alkotása. A zsűri díját kapta Ken Loach brit rendező francia-brit koprodukcióban készült Szesztolvajok című vígjátéka. A legjobb rendezésért a Felhők felett alkotója, a mexikói Carlos Reygadas vehetett át díjat. Ismét sikeres volt az öt éve már Arany Pálmát nyert román rendező-forgatókönyvíró-producer Cristian Mungiu. A Dombokon túl című filmdrámája elnyerte a  legjobb forgatókönyv díját, két női főszereplője, Cosmina Startan és Cristina Flutur pedig megosztva a legjobb női alakítás díját. Ugyancsak több díjjal ismerték el a dán Thomas Vinterberg A vadászat című alkotását: Főszereplője, Mads Mikkelsen a Legjobb férfi alakítás díját vehette át, operatőre, Charlotte Bruss Christensen, a technikai nagydíjat, a rendező pedig az ökumenikus zsűri díját. Az Arany kamerát az amerikai Benh Zeitlin A messzi dél vadjai című alkotása nyerte, amit az Un certain regard szekcióban mutattak be. Az eddigi gyakorlattól eltérően a 65. fesztivál alkalmából nem osztottak ki évfordulós díjat.
A díjátadót követően többen azzal vádolták a zsűri elnökét, hogy négy díjat is olyan filmnek ítéltek, amelyek koprodukcióban készültek egy vele is együttműködő vállalattal. A szexista válogatás és részrehajlás vádján felül más kisebb botrányok is borzolták a fesztivál történéseit nyomon követők idegeit, így például több film kifütyülése, vagy a méregdrága fizetős interjúk ügye 
A fesztivál ez évi díszvendégeként Brazília mutathatta be nemzeti filmgyártását. A hivatalos válogatás keretében négy brazil alkotást vetítettek le: egy új és két klasszikus játékfilmet, valamint a neves zeneszerző, Antônio Carlos Jobim (Tom Jobim) életét és munkásságát dokumentumokkal bemutató filmrapszódia, melynek társrendezője a zenész unokája, Dora Jobim.
A Filmlecke (Leçon de cinéma) mesterkurzus keretében Philip Kaufman amerikai filmrendező, a Zenei lecke (La leçon de musique) előadásán pedig Alexandre Desplat francia zeneszerző osztotta meg tapasztalatait hallgatóságával. A Színészleckét (La leçon d’acteur) a 97 éves amerikai színész, producer és rendező, Norman Lloyd tartotta.
A Cannes-i Klasszikusok szekció keretében 13 felújított kópiájú nagyjátékfilmet, két „jazz shorties” rövidfilmet és négy dokumentumfilmet mutattak be, közöttük olyan kiváló alkotásokat, mint a 4K sztenderddel digitalizált Volt egyszer egy Amerika (Sergio Leone alkotása), a Egy tiszta nő (Roman Polański) vagy az Arábiai Lawrence (David Lean). Ugyancsak restaurálták Steven Spielberg horror-klasszikusát a Cápát.
A jubileumi fesztivál hivatalos válogatásának plakátja az 50 éve elhunyt Marilyn Monroe-nak állít emléket.
 A magyar filmművészet képviseletében a Cannes-i Klasszikusok szekcióba kapott meghívást Pálfi György kísérleti montázsfilmje, a Final Cut - Hölgyeim és Uraim. A Tarr Béla produceri munkájával készült, s a 43. Magyar Filmszemlén már bemutatott alkotást a rendezvénysorozat záró előadásaként vetítették le május 26-án. A Short Film Corner szekcióban három magyar rendező is szerepelt: Juszt Balázs (igaz mivel osztrák pénzből jött létre, ezért osztrák alkotásként) a Split Perfect, Köves Krisztián a Choice és Géczy Dávid a Blood and High Heels (Vér és tűsarok) című rövidfilmekkel.
Újításképpen, azok részére, akik más program miatt lemaradtak egyes vetítésekről, a fesztivál utolsó napján újravetítették az összes versenyfilmet.

## Zsűri

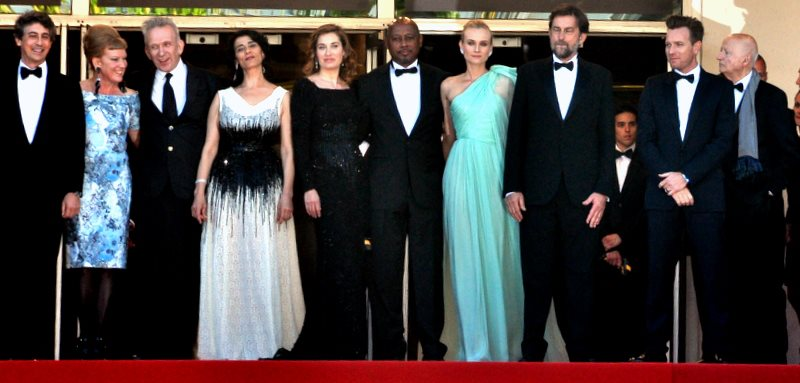
A versenyprogram zsűrije. Balról jobbra: Alexander Payne, Andrea Arnold, Jean-Paul Gaultier, Hiam Abbass, Emmanuelle Devos, Raoul Peck, Diane Kruger, Nanni Moretti, Ewan McGregor, valamint a fesztivál elnöke, Gilles Jacob

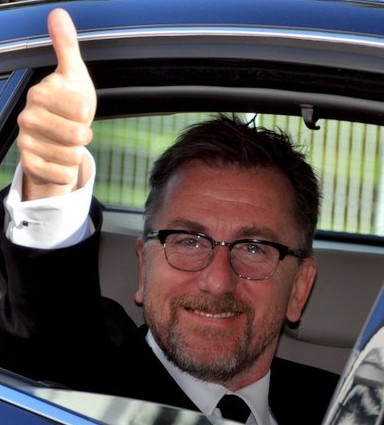
Tim Roth, az Un Certain Regard zsűrielnöke

### Versenyprogram
- Nanni Moretti , színész, rendező –  Olaszország – a zsűri elnöke
- Hiam Abbass, színésznő –  Palesztina
- Andrea Arnold, filmrendező –  Egyesült Királyság
- Emmanuelle Devos, színésznő –  Franciaország
- Jean Paul Gaultier, divatdiktátor –  Franciaország
- Diane Kruger, színésznő –  Németország
- Ewan McGregor, színész –  Egyesült Királyság
- Raoul Peck, filmrendező, forgatókönyvíró, filmproducer –  Haiti
- Alexander Payne, filmrendező, forgatókönyvíró, producer –  Amerikai Egyesült Államok

### Cinéfondation és rövidfilmek
- Jean-Pierre Dardenne, filmrendező –  Belgium – a zsűri elnöke
- Karim Ainouz, filmrendező-forgatókönyvíró –  Brazília
- Emmanuel Carrère, forgatókönyvíró, rendező –  Franciaország
- Arsinée Khanjian, színésznő –  Kanada
- Nelson Jü Lik-vaj (Nelson Yu Lik-wai), rendező, operatőr –  Kína

### Un Certain Regard
- Tim Roth, színész, rendező –  Egyesült Királyság – a zsűri elnöke
- Leïla Bekhti, színésznő –  Franciaország
- Tonie Marshall, rendező, producer, –  Franciaország
- Luciano Monteagudo, filmkritikus –  Argentína

### Arany Kamera
- Carlos Diegues, filmrendező –  Brazília – a zsűri elnöke
- Michel Andrieu, filmrendező, forgatókönyvíró –  Franciaország
- Rémy Chevrin, operatőr –  Franciaország
- Francis Gavelle, filmkritikus –  Franciaország
- Hervé Icovic, filmrendező –  Franciaország
- Gloria Satta, újságíró –  Olaszország

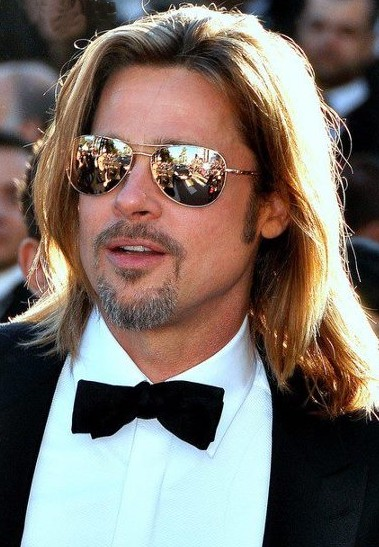
Brad Pitt

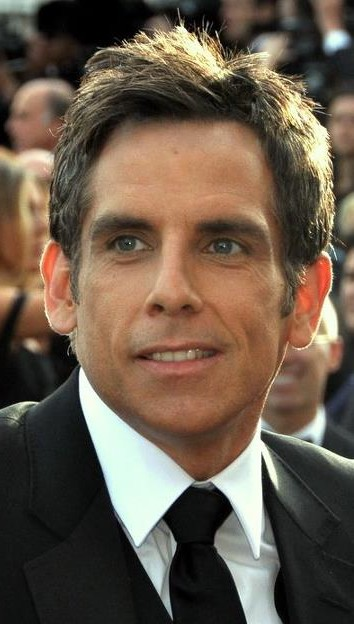
Ben Stiller

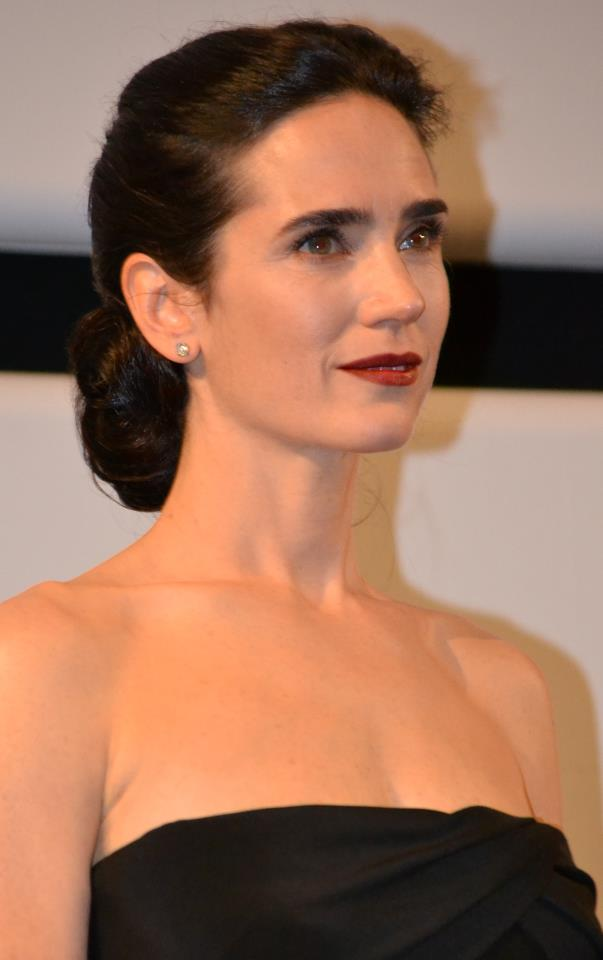
Jennifer Connelly

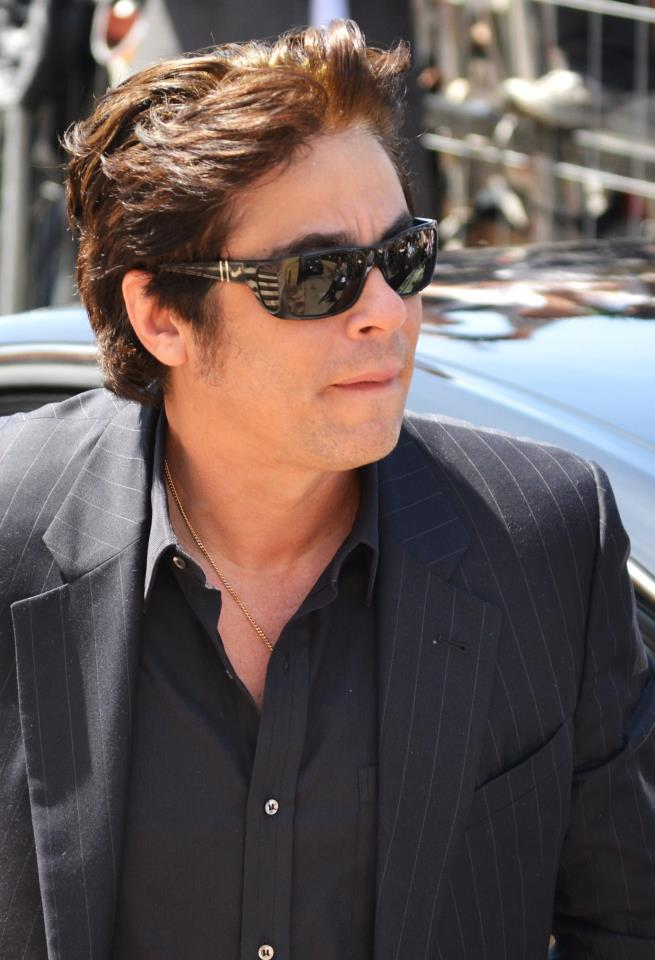
Benicio del Toro

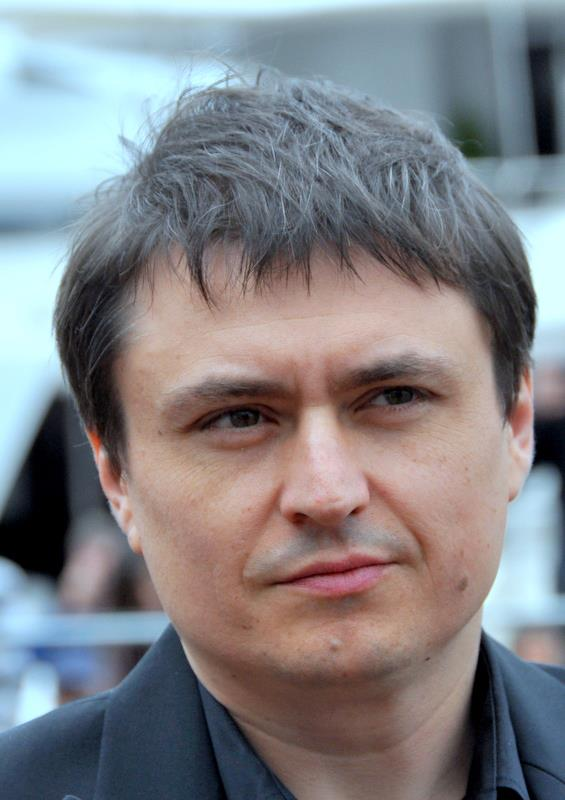
Cristian Mungiu

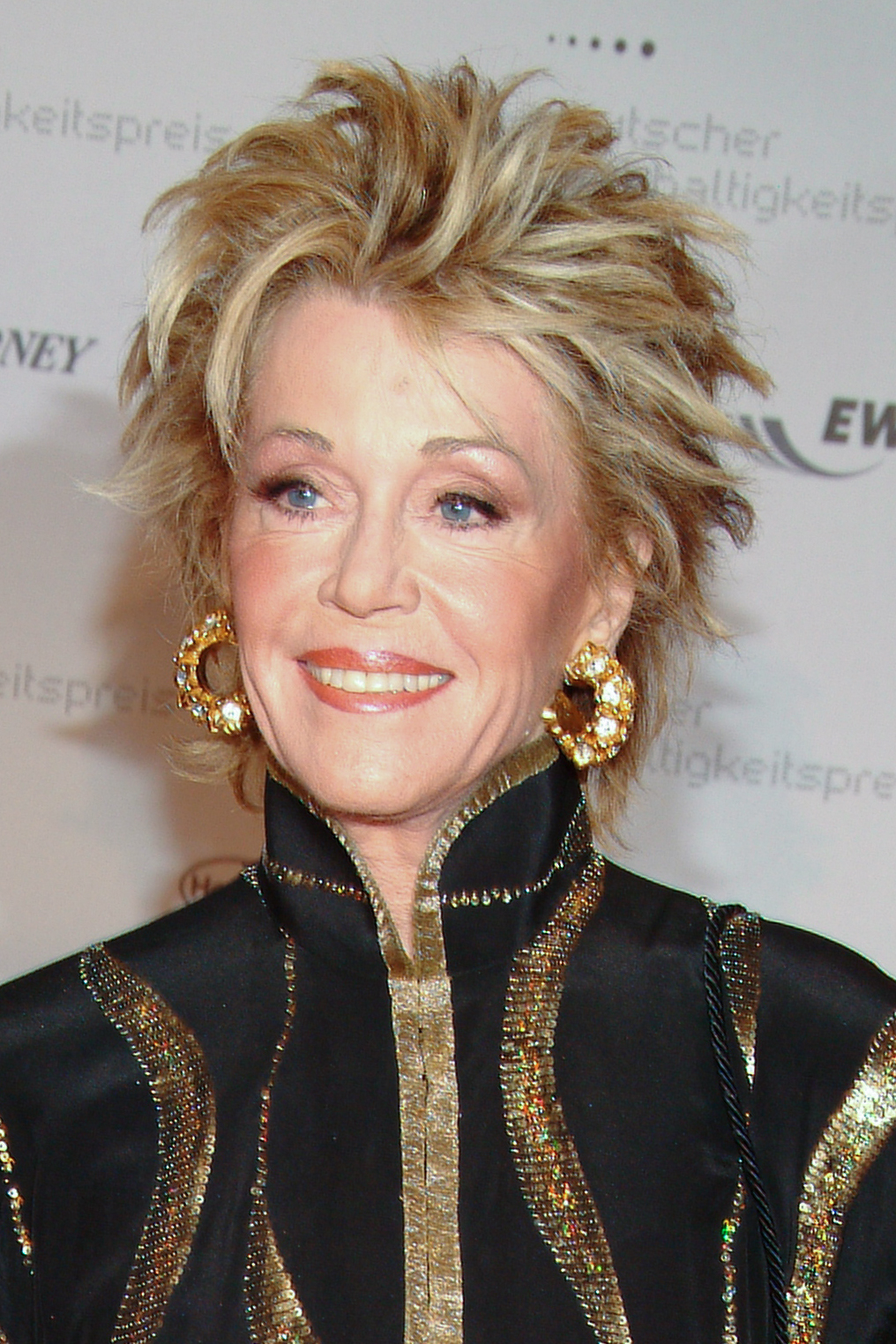
Jane Fonda

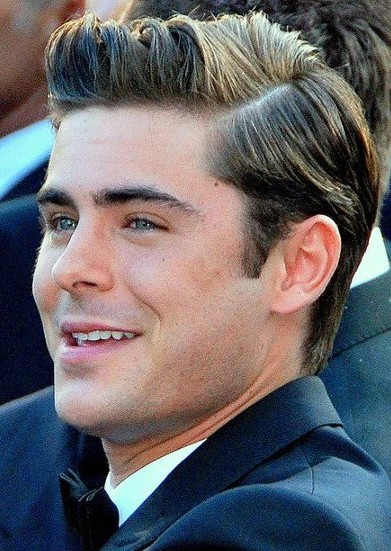
Zac Efron

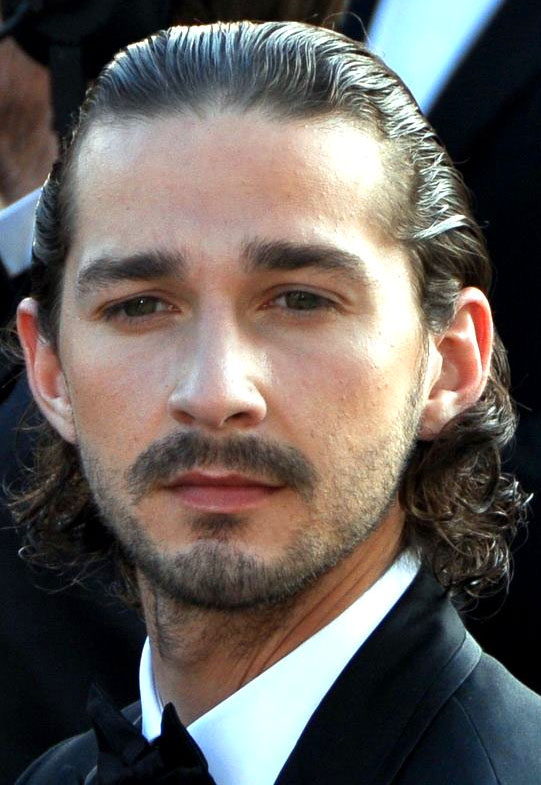
Shia LaBeouf

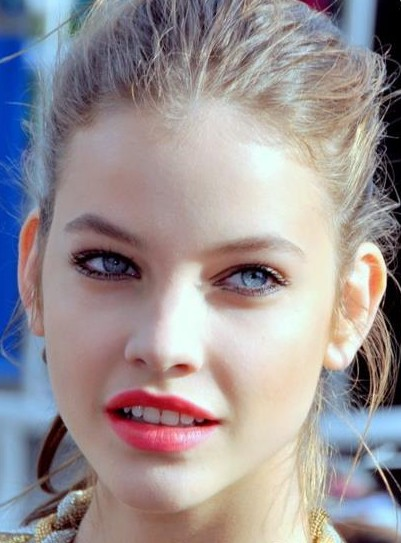
A hírességek egyike: Palvin Barbara magyar divatmodell

## Hivatalos válogatás

### Nagyjátékfilmek versenye
- Amour (Szerelem)[10] – rendező: Michael Haneke
- Baad el mawkeaa (Csata után) – rendező: Yousry Nasrallah
- După dealuri (A dombokon túl) – rendező: Cristian Mungiu
- Cosmopolis – rendező: David Cronenberg
- Da-reun na-ra-e-sun – rendező: Hong Sang-soo
- De rouille et d’os (Rozsda és csont)[11] – rendező: Jacques Audiard
- Do-nui mat – rendező: Im Sang-soo
- Holy Motors – rendező: Leos Carax
- Jagten (A vadászat) – rendező: Thomas Vinterberg
- Killing Them Softly (Ölni kíméletesen) – rendező: Andrew Dominik
- Lawless (Fékezhetetlen) – rendező: John Hillcoat
- Like Someone in Love (Ez is szerelem?) – rendező: Abbas Kiarostami
- Moonrise Kingdom (Holdfény királyság) – rendező: Wes Anderson
- Mud – rendező: Jeff Nichols
- On the Road (Úton) – rendező: Walter Salles
- Paradies: Liebe (Szerelmet a feketepiacról) – rendező: Ulrich Seidl
- Post Tenebras Lux (Felhők felett) – rendező: Carlos Reygadas
- Reality – rendező: Matteo Garrone
- The Angels’ Share (Szesztolvajok) – rendező: Ken Loach
- The Paperboy (Az újságos fiú) – rendező: Lee Daniels
- V tumane (Ködben) – rendező: Szergej Loznica
- Vous n’avez encore rien vu – rendező: Alain Resnais

### Nagyjátékfilmek versenyen kívül
- Hemingway & Gellhorn (Hemingway és Gellhorn) – rendező: Philip Kaufman
- Io e te (Én és te) – rendező: Bernardo Bertolucci
- Madagascar 3, Europe's Most Wanted (Madagaszkár 3)[10] – rendező: Eric Dernell és Tom McGrath
- Thérèse Desqueyroux (Tékozló szív) – rendező: Claude Miller
- Une journée particulière[12] – rendező: Gilles Jacob és Samuel Faure

#### Cannes-i klasszikusok
- Final Cut - Hölgyeim és Uraim – rendező: Pálfi György

##### Restaurált vagy új kópiák
- A Great Day in Harlem – rendező: Jean Bach
- An All-Colored Vaudeville Show – rendező: Roy Mack
- Cléo de 5 à 7 (Cléo 5-től 7-ig) – rendező: Agnès Varda
- Jammin' the Blues – rendező: Gjon Mili
- Jaws (Cápa) – rendező: Steven Spielberg
- Kalpana – rendező: Uday Shankar
- Lawrence of Arabia (Arábiai Lawrence) – rendező: David Lean
- Les barbouzes (A nagy kémügy) – rendező: Georges Lautner
- Lewat Djam Malam – rendező: Usmar Ismail
- Narajama busiko (Narajama balladája) – rendező: Kinosita Keiszuke
- Once Upon a Time in America (Volt egyszer egy Amerika) – rendező: Sergio Leone
- Runaway Train (Szökevényvonat) – rendező: Andrej Szergejevics Koncsalovszkij
- Tess – rendező: Roman Polański
- The Ring (A szorító) – rendező: Alfred Hitchcock
- Viaggio in Italia (Utazás Itáliában) – rendező: Roberto Rossellini

##### Dokumentumfilmek
- Claude M le cinéma – rendező: Emmanuel Barnault
- Me and Me Dad – rendező: Katrine Boorman
- Method to the Madness of Jerry Lewis – rendező: Gregg Barson
- Woody Allen: A Documentary[13], rendező: Robert B. Weide

#### Éjféli előadások
- Ai to makoto – rendező: Miike Takasi
- Dario Argento's Dracula – rendező: Dario Argento
- Maniac (Elmebeteg) – rendező: Franck Khalfoun
- The Sapphires Wayne Blair

#### Különleges előadások
- A musica Segundo Tom Jobim – rendező: Nelson Pereira dos Santos
- Der müll im garten Eden – rendező: Fatih Akın
- Journal de France – rendező: Raymond Depardon és Claudine Nougaret
- Le serment de Tobrouk – rendező: Bernard-Henri Lévy
- Les invisibles – rendező: Sébastien Lifshitz
- Mekong Hotel (Hotel Mekong) – rendező: Apichatpong Weerasethakul
- Roman Polanski: A Film Memoir – rendező: Laurent Bouzereau
- The Central Park Five – rendező: Ken Burns, Sarah Burns és David McMahon
- The Resistance – rendező: Peng Zhang Li
- Trashed – rendező: Candida Brady
- Villegas – rendező: Gonzalo Tobal

### Un Certain Regard
- 11•25 Dzsikecu no hi: Misima Jukio to vakamono-tacsi – rendező: Vakamacu Kodzsi
- 7 días en la Habana (Havanna, szeretlek!) – rendező: Benicio del Toro, Pablo Trapero, Julio Medem, Elia Sileiman, Juan Carlos Tabio, Gaspar Noé és Laurent Cantet
- Antiviral – rendező: Brandon Cronenberg
- À perdre la raison (Gyermekeink) – rendező: Joachim Lafosse
- Beasts of the Southern Wild (A messzi dél vadjai) – rendező: Benh Zeitlin
- Confession of a Child of the Century – rendező: Sylvie Verheyde
- Después de Lucía – rendező: Michel Franco
- Djeca – rendező: Aida Begić
- Elefante blanco – rendező: Pablo Trapero
- Gimme the Loot – rendező: Adam Leon
- La pirogue (A halászcsónak) – rendező: Moussa Touré
- La playa DC – rendező: Juan Andrés Arango Garcia
- Laurence Anyways (Így is, úgy is Laurence) – rendező: Xavier Dolan
- Le grand soir – rendező: Benoit Delépine és Gustave de Kervern
- Les chevaux de dieu – rendező: Nabil Ayouch
- Miss Lovely – rendező: Ashim Ahluwalia
- Mystery – rendező: Lou Je (Lou Ye)
- Renoir – rendező: Gilles Bourdos
- Student – rendező: Darezsán Omirbajev
- Trois mondes – rendező: Catherine Corsini

### Rövidfilmek versenye
- Ce chemin devant moi – rendező: Mohamed Bourokba
- Chef de meute – rendező: Chloé Robichaud
- Cockaigne – rendező: Emilie Verhamme
- Falastein, Sandouk al intezar lil burtuqal – rendező: Bassam Sammy Chekhes
- Gasp – rendező: Eicke Bettinga
- Mi santa mirada – rendező: Alvaro Aponte-Centeno
- Night Shift – rendező: Zia Mandviwalla
- Sessiz-Bêdeng – rendező: L. Rezan Yeşilbaş
- The Chair – rendező: Grainger David
- Yardbird – rendező: Michael Spiccia

### Cinéfondation
- Abigail – rendező: Matthew James Reilly (New York University,  Amerikai Egyesült Államok)
- Derrière moi les oliviers – rendező: Pascale Abou Jamra (Académie Libanaise des Beaux-Arts,  Libanon)
- Doroga na – rendező: Tajszia Igumenceva (VGIK – Russian State University of Cinematography,  Oroszország)
- Head Over Hells – rendező: Timothy Reckart (National Film and Television School,  Egyesült Királyság)
- Les ravissement – rendező: Arthur Cahn (La Fémis,  Franciaország)
- Los anfitriones – rendező: Miguel Angel Moulet (Escuela Internacional de Cine y TV,  Kuba)
- Matteus – rendező: Leni Hughe (Sint-Lukas University,  Belgium)
- Pude ver un puma – rendező: Eduardo Williams (Universidad del Cine,  Argentína)
- Resen – rendező: Eti Tsicko (Tel Aviv University,  Izrael)
- Rijouszi – rendező: Akino Sóicsi (Tokyo University of the Arts,  Japán)
- Slug invasion – rendező: Morten Helgeland (The Animation Workshop,  Dánia)
- Tabăra din răzoare – rendező: Cristi Iftime (Universitatea de Artă Teatrală şi Cinematografică,  Románia)
- Tambylles – rendező: Michal Hogenauer (Filmová a televizní fakulta Akademie múzických umění v Praze,  Csehország)
- Terra – rendező: Piero Messina (Centro Sperimentale di Cinematografia,  Olaszország)
- The Ballad of Finn + Yeti – rendező: Meryl O'Connor (University of California at Los Angeles,  Amerikai Egyesült Államok)

## Párhuzamos rendezvények

### Kritikusok Hete

#### Nagyjátékfilmek
- Aquí y allá – rendező: Antonio Méndez Esparza
- Au galop – rendező: Louis-Do de Lencquesaing
- God's Neighbors – rendező: Meni Yaesh
- Hors les murs – rendező: David Lambert
- Peddlers – rendező: Vasan Bala
- Los salvajes – rendező: Alejandro Fadel
- Sofia’s Last Ambulance – rendező: Ilian Metev

#### Rövidfilmek
- La Bifle – rendező: Jean-Baptiste Saurel
- Ce n'est pas un film de cow-boys – rendező: Benjamin Parent
- Circle Line – rendező: Shin Suwon
- O Duplo – rendező: Juliana Rojas
- Family Dinner – rendező: Stefan Constantinescu
- Fleuve rouge, Song Hong – rendező: Stéphanie Lansaque és François Leroy
- Hazara – rendező: Shay Levi
- Orizont – rendező: Paul Negoescu
- Un dimanche matin – rendező: Damien Manivel
- Yeguas y cotorras – rendező: Natalia Garagiola

#### Külön előadások
- Broken (Ébredés) – rendező: Rufus Norris
- Augustine – rendező: Alice Winocour
- J’enrage de son absence – rendező: Sandrine Bonnaire

### Rendezők Kéthete

#### Nagyjátékfilmek
- 3 (Hárman)[14] – rendező: Pablo Stoll Ward
- Adieu Berthe - l'enterrement de mémé – rendező: Bruno Podalydès
- Alyah (Alija) – rendező: Elie Wajeman
- Camille redouble (Camille) – rendező: Noémie Lvovsky
- Dwae-ji-ui wang – rendező: Yeon Sang-Ho
- El Taaib (Bűnbánat) – rendező: Merzak Allouache
- Ernest & Célestine – rendező: Stéphane Aubier, Vincent Patar és Benjamin Renner
- Fogo – rendező: Yulene Olaizola
- Gangs of Wasseypur – rendező: Anurag Kashyap
- Infancia clandestina – rendező: Benjamín Ávila
- La noche de enfrente – rendező: Raoul Ruiz
- La Sirga – rendező: William Vega
- No – rendező: Pablo Larraín
- Opération Libertad – rendező: Nicolas Wadimoff
- Rengaine (Lejárt lemez) – rendező: Rachid Djaïdani
- Room 237 (A 237-es szoba) – rendező: Rodney Ascher
- Sightseers (Vérturisták) – rendező: Ben Wheatley
- Sueño y silencio – rendező: Jaime Rosales
- The We and the I – rendező: Michel Gondry
- Vej hszien kuan hszi (Wei xian guan xi) [15] – rendező: Hur Csin-ho (Hur Jin-ho)
- Yek Khanévadéh-e Mohtaram – rendező: Massoud Bakhshi

#### Rövidfilmek
- Avec Jeff, à moto – rendező: Marie-Eve Juste
- Rodri – rendező: Franco Lolli
- Königsberg – rendező: Philipp Mayrhofer
- Porcos Raivosos – rendező: Leonardo Sette és Isabel Penoni
- Os vivos tambem choram – rendező: Basil da Cunha
- Portret z pamieci – rendező: Marcin Bortkiewicz
- The Curse – rendező: Fyzal Boulifa
- Tram – rendező: Michaela Pavlátová
- Os mortos-vivos – rendező: Anita Rocha da Silveira
- Wrong Cops – rendező: Quentin Dupieux

## Díjak

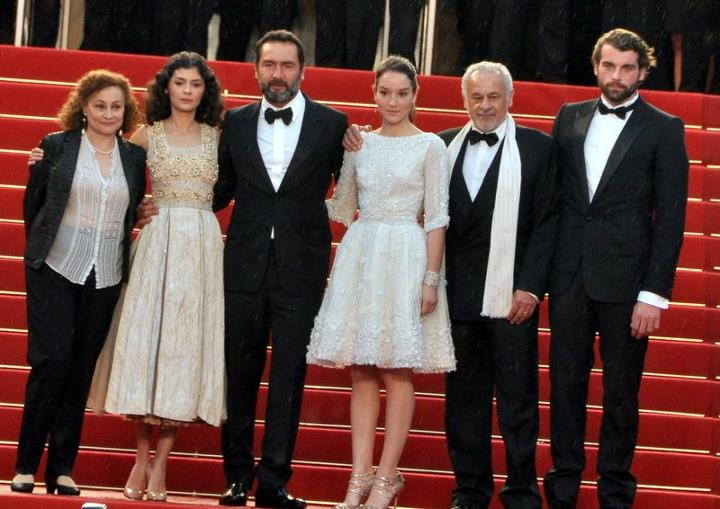
A fesztivál zárófilmjének (Tékozló szív) szereplőgárdája: Catherine Arditi, Audrey Tautou, Gilles Lellouche, Anaïs Demoustier, Francis Perrin és Stanley Weber

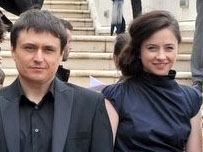
Cristian Mungiu és Cosmina Stratan; a legjobb forgatókönyv, illetve a legjobb női alakítás egyik díjazottja

### Nagyjátékfilmek
- Arany Pálma: Amour (Szerelem) – rendező: Michael Haneke
- Nagydíj: Reality – rendező: Matteo Garrone
- A zsűri díja: The Angels’ Share (Szesztolvajok) – rendező: Ken Loach
- Legjobb rendezés díja: Post Tenebras Lux (Felhők felett) – rendező: Carlos Reygadas
- Legjobb női alakítás díja:
  - Cosmina Startan – După dealuri (A dombokon túl)
  - Cristina Flutur  – După dealuri (A dombokon túl)
- Legjobb férfi alakítás díja: Mads Mikkelsen – A vadászat (Jagten)
- Legjobb forgatókönyv díja: După dealuri (A dombokon túl) – forgatókönyvíró: Cristian Mungiu

### Un Certain Regard
- Un Certain Regard-díj: Después de Lucía – rendező: Michel Franco
- Un Certain Regard zsűri különdíja: Le grand soir – rendező: Benoit Delépine és Gustave de Kervern
- Un Certain Regard legjobb női alakítás díja:
  - Suzanne Clément – Laurence Anyways
  - Émilie Dequenne – À perdre la raison (Gyermekeink)
- Un Certain Regard zsűri külön dicsérete: Djeca – rendező: Aida Begic

### Rövidfilmek
- Arany Pálma (rövidfilm): Sessiz-Be Deng – rendező: L. Rezan Yeşilbaş

### Cinéfondation
- A Cinéfondation első díja: Doroga na – rendező: Tajszia Igumenceva
- A Cinéfondation második díja: Abigail – rendező: Matthew James Reilly
- A Cinéfondation harmadik díja: Los anfitriones – rendező: Miguel Angel Moulet

### Arany Kamera
- Arany Kamera: Beasts of the Southern Wild (A messzi dél vadjai)[16] – rendező: Benh Zeitlin

### Egyéb díjak
- FIPRESCI-díj:
  - V tumane (Ködben) – rendező: Szergej Loznica
  - Beasts of the Southern Wild (A messzi dél vadjai)[16] – rendező: Benh Zeitlin
  - Rengaine (Lejárt lemez)[17] – rendező: Rachid Djaïdani
- Technikai nagydíj: Charlotte Bruss Christensen operatőr – A vadászat (Jagten)
- Cannes-i Filmzene díj: Mark Snow zeneszerző – Vous n'avez encore rien vu A végakarat
- Ökumenikus zsűri díja: A vadászat (Jagten) – rendező: Thomas Vinterberg
- Ifjúság díja: Holy Motors – rendező: Leos Carax
- François Chalais-díj: Les chevaux de dieu – rendező: Nabil Ayouch
- Queer Pálma: Laurence Anyways (Így is, úgy is Laurence) [16] – rendező: Xavier Dolan
- Queer Pálma (kisfilm): Ce n'est pas un film de Cowboy[18] – rendező: Benjamin Parent
- Chopard Trófea: Shailene Woodley, Ezra Miller

## Hírességek
Giorgio Armani, Alec Baldwin, Antonio Banderas, Bérénice Bejo, Jean-Paul Belmondo, Gael García Bernal, Paul Bettany, Juliette Binoche, Michel Blanc, Bono, Adrien Brody, Patrick Bruel, Ken Burns, Gerard Butler, Laurent Cantet, Nick Cave, Jackie Chan, Carmen Chaplin, Jessica Chastain, Cheryl Cole, Sean Combs, Jennifer Connelly, Anne Consigny, Marion Cotillard, John Cusack, Don DeLillo, Julie Depardieu, Jean Dujardin, Kristen Dunst, Zac Efron, Fan Ping-ping (Fan Bing-bing), Jane Fonda, Paul Giamatti, Michel Gondry, Cuba Gooding Jr., Tom Hardy, Salma Hayek, Isabelle Huppert, Jeremy Irons, Joshua Jackson, Milla Jovovich, Nicole Kidman, Kim Junjin (Kim Yunjin), Nastassja Kinski, Heidi Klum, Doutzen Kroes, Diane Kruger, Shia LaBeouf, Virginie Ledoyen, Ray Liotta, Eva Longoria, Julianna Margulies, Matthew McConaughey, Andie MacDowell, Ewan McGregor, Kylie Minogue, Viggo Mortensen, Bill Murray, Ximena Navarrete, Robert De Niro, Edward Norton, Natalia Oreiro, Clive Owen, Palvin Barbara, Robert Pattison, Sean Penn, Freida Pinto, Brad Pitt, Aisvarja Rai, Lana Del Rey, Chris Rock, Jason Schwartzman, David Schwimmer, Ludivine Sagnier, Kristen Stewart, Ben Stiller, Sting, Tom Sturridge, Tilda Swinton, Audrey Tautou, Christopher Thompson, Benicio del Toro, Jean-Louis Trintignant, Keith Urban, Mia Wasikowska, Naomi Watts, Harvey Weinstein, Bruce Willis, Lambert Wilson, Reese Witherspoon, Elijah Wood, James Woods